# Hermann Föttinger
Hermann Föttinger (Nürnberg, 9 de fevereiro de 1877 – Berlim, 28 de abril de 1945) foi um engenheiro e inventor alemão.

## Vida
Hermann Föttinger estudou engenharia elétrica de 1895 a 1899 na Universidade Técnica de Munique.
Trabalhou em seguida na AG Vulcan Stettin. Entre suas funções estavam testes e introdução de novas turbinas a vapor.
Em 1904 obteve um doutorado em Munique com a tese Effektive Maschinenleistung und effektives Drehmoment und deren experimentelle Bestimmung, mit besonderer Berücksichtigung großer Schiffsmaschinen. Parte deste trabalho foi o denominado Torsionsindikator, que possibilitou pela primeira vez determinar a potência fornecida ao eixo motriz de um navio durante sua operação. Esta foi também uma de suas primeiras patentes (Nr. 165347 de 8 de novembro de 1904).
Obgteve mais de cem patentes.
Föttinger concluiu a passagem dos fundamentos clássicos da mecânica dos fluidos de Leonhard Euler através das realizações de William John Macquorn Rankine e Hermann von Helmholtz até a aplicação atual da camada limite, hidrodinâmica e teoria da propulsão.